# Sentymenty
Sentymenty – cykl telewizyjnych widowisk z pogranicza kabaretu literackiego i poezji śpiewanej, stworzony przez Agnieszkę Osiecką. Program był emitowany przez Telewizję Polską.

## Odcinki
- Odcinek I - Komoda, reż. Elżbieta Protakiewicz, wystąpili m.in. Ewa Błaszczyk, Krystyna Janda, Maria Pakulnis.
- Odcinek II - Głowa Kai, reż. Stanisław Wohl; wystąpili m.in. Maryla Rodowicz.
- Odcinek III - Greckie margerytki, reż. Maciej Wojtyszko; wystąpili m.in. Anna Majcher, Krystyna Sienkiewicz, Wiktor Zborowski.
- Odcinek IV - Secesja, reż. Maciej Wojtyszko; wystąpili m.in. Barbara Ludwiżanka, Olgierd Łukaszewicz, Violetta Villas.
- Odcinek V - Werandowanie, reż. Maciej Wojtyszko; wystąpili m.in. Danuta Błażejczyk, Wanda Kwietniewska, Piotr Polk.